# Cuarteto Modigliani

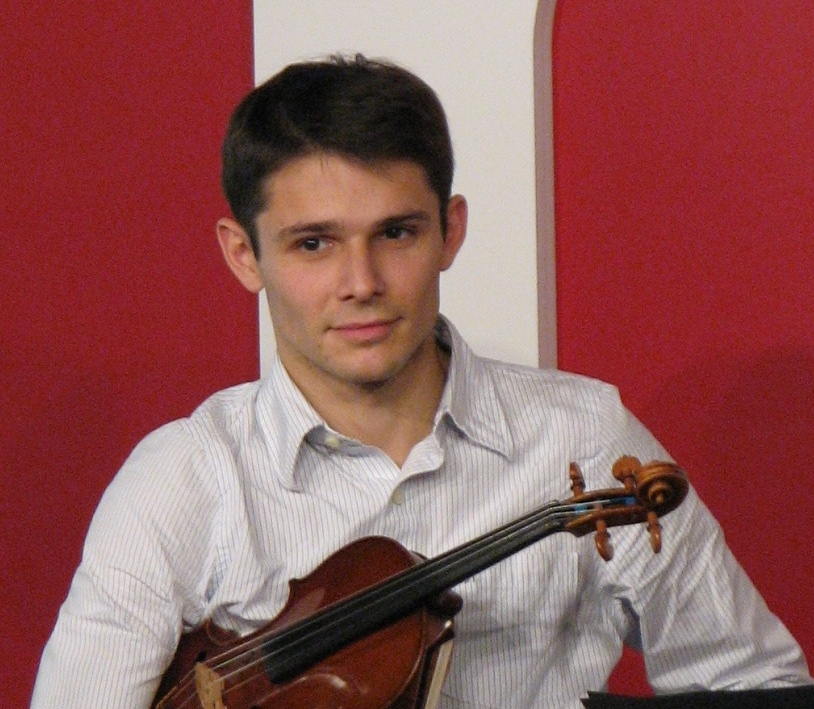
Loïc Rio

El Cuarteto Modigliani  es un cuarteto de cuerdas francés creado en París en 2003.

## Trayectoria

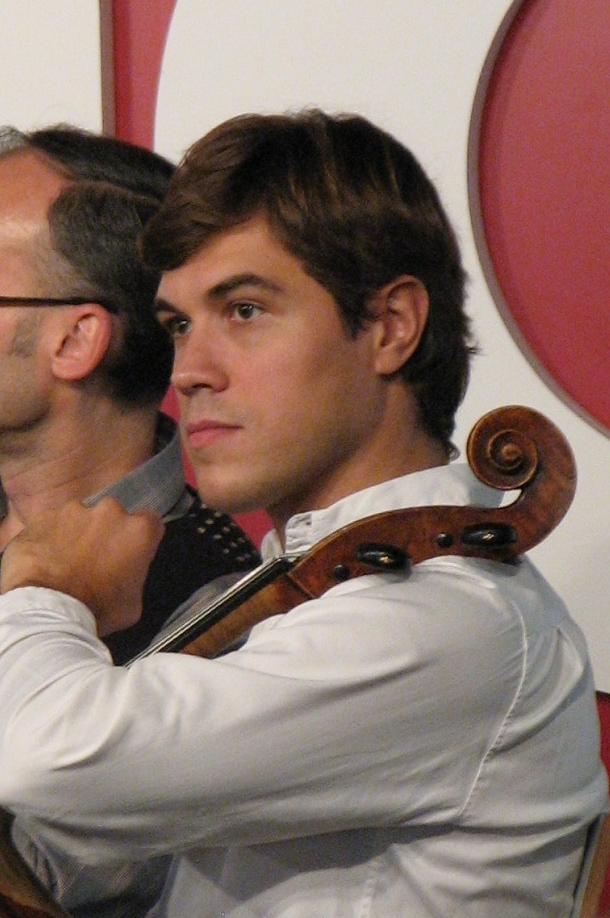
François Kieffer

El Cuarteto Modigliani fue fundado en 2003 por cuatro alumnos del Conservatorio Nacional Superior de Música y Danza de París, Philippe Bernhard (1r. violín), Loïc Rio (2º violín), Laurent Marfaing (viola) y François Kieffer (violonchelo), quienes estudiaban bajo la dirección del Cuarteto Ysaÿe.
Después de asistir a clases magistrales con Walter Levin y György Kurtag en el Pro-Quartet de 2004, el Cuarteto Modigliani fue invitado en 2005 a ampliar su formación con el Cuarteto Artemis en la Universidad de las Artes de Berlín. El Modigliani gana los primeros premios del concurso internacional Frits Philips de cuartetos de cuerdas de Eindhoven (2004), del Vittorio Rimbotti de Florencia (2005) y de Jóvenes artistas de Nueva York (2006).
En septiembre de 2005, el Cuarteto Modigliani estrenó… Quelques cercles … del compositor Karol Beffa. En noviembre de 2008, recibió el Grand Prix du disque de la Académie Charles-Cros por su grabación de los cuartetos de cuerda de Haydn, así como numerosos premios (álbum del mes en The Strad Magazine, selección Bayerische Rundfunk, **** Klassik.com, 5 Diapasons). En 2009 recibió el Premio Revelación del Sindicato de Críticos francés.
El Cuarteto Modigliani ha actuado en escenarios como el Carnegie Hall y el Lincoln Center de Nueva York, el Kennedy Center de Washington, el Wigmore Hall de Londres, el Concertgebouw de Ámsterdam, la Konzerthaus de Berlín, el Musikverein y la Konzerthaus de Viena, la Filarmónica de Luxemburgo, el Bozar de Bruselas, el Théâtre des Champs-Élysées, la Cité de la Musique, en la Folle Journée de Nantes, la Schubertiade de Schwarzenberg, los festivales de La Roque-d'Anthéron, Rheingau, Lucerna, Bad Kissingen y para Radio France de Montpellier.
El cuarteto ha actuado con grandes solistas como Sabine Meyer, Renaud Capuçon, Jean-Frédéric Neuburger, Michel Dalberto, Augustin Dumay, Henri Demarquette, Abdel Rahman El Bacha, Anne Gastinel, Gary Hoffman, Boris Berezovsky, Jean-Marc Luisada, Paul Meyer, Michel Portal, Gérard Caussé, Marie-Elisabeth Hecker, Daniel Müller-Schott y François Salque.
En 2011, el cuarteto fundó el festival de Saint-Paul de Vence, que combina la música clásica y el jazz y en el que, desde entonces, actúan como directores artísticos, así como del festival de música de cámara de Arcachon.
En 2014, el Cuarteto Modigliani fue escogido para ejercer la dirección artística de los Rencontres musicales d'Evian. Tras una pausa de trece años, el festival creado en 1976 por Antoine Riboud y dirigido durante mucho tiempo por Mstislav Rostropovitch entró en una nueva era bajo la dirección conjunta del Evian Resort y del Cuarteto Modigliani.
En septiembre de 2016, Philippe Bernhard se retiró del cuarteto. Amaury Coeytaux (entonces concertino de la Orquesta Filarmónica de Radio Francia) lo reemplazó como primer violín el 1 de diciembre de 2016.
Desde 2020 también son directores artísticos del Concurso Internacional de Cuartetos de Cuerdas de Burdeos, que se celebra cada dos años.

## Instrumentos
Actualmente toca instrumentos de Giovanni Battista Guadagnini (violín de 1773), Alessandro Gagliano (violín de 1734), Antonio Mariani (viola de 1660) y Matteo Goffriller (violonchelo "ex-Warburg" de 1706).
En septiembre de 2008, el Cuarteto Modigliani tocó en el Cuarteto de los Evangelistas del gran luthier Jean-Baptiste Vuillaume, cedido por la Fundación Artística Global Suiza.

## Discografía
- Schumann, Cuarteto op. 41 n 1; Wolf, "Serenata italiana"; Mendelssohn, Cuarteto op. 44 n 1 (2005, Registros Nascor/Ysaÿe) OCLC 226103864
- Haydn, Cuartetos op. 76 n 4 «Amanecer», op. 74 n 3, «El jinete», op. 54 n 1 (2008, Mirare MIR 065) [10] OCLC 658992686

- Mendelssohn, Cuartetos en la menor op. 13, en fa menor op. 80, Capricho op. 81 n 3 (2010, Mirare MIR 120) OCLC 708366618
- Brahms, Quinteto para piano op. 34; Zwei Gësange op. 91 - con Jean-Frédéric Neuburger, piano; Andrea Hill, mezzosoprano (2011, Mirare MIR 130) OCLC 801778669
- Intuición: Arriaga, Cuarteto n 2; Mozart, Cuarteto n 6 K.159; Schubert, Cuarteto n 4 D.46 (2011, Mirare MIR 168) OCLC 802982285
- Debussy, Cuarteto en sol menor; Ravel, Cuarteto en fa mayor; Saint-Saëns, Cuarteto n 1 (2012, Mirare MIR 188) OCLC 830426249
- Haydn, Cuartetos op. 50 n 1, op. 76 n 1, op. 77 n 1 (2013, Mirare) OCLC 891142837
- Dvořák, Cuarteto n 12 «Americano»; Bartók, Cuarteto n 2; Dohnányi, Cuarteto n 3 op. 33 (2015, Mirare) OCLC 985453050
- Schumann, Cuartetos de cuerda op. 41 (2017, Mirare) OCLC 1015231021